# Suore di Gesù Servitore
Le Suore di Gesù Servitore (in francese Sœurs de Jésus Serviteur) sono un istituto religioso femminile di diritto pontificio: le suore di questa congregazione pospongono al loro nome la sigla S.D.J.S.

## Storia
L'istituto è sorto dall'unione di cinque congregazioni francesi, sanzionata dalla Congregazione per gli Istituti di Vita Consacrata e le Società di Vita Apostolica con decreto del 15 giugno 2007:
- le Suore del Santissimo Sacramento, con sede a La Mulatière, fondate a Mâcon l'8 marzo 1732 da Louis Agut. La Santa Sede concesse loro il decreto di lode nel 1914 e l'approvazione definitiva il 26 maggio 1918;[3]
- le Figlie di Maria, con sede a Saint-Marcellin, sorte a Lalouvesc nel 1841 a opera del gesuita Claude Robin. Autonome dalle suore del Cenacolo dal 1858, ottennero il decreto di lode nel 1915 e l'approvazione definitiva il 1º ottobre 1943;[4]
- le Suore dei Santi Nomi di Gesù e Maria, con sede a Montferrand-le-Château, fondate a Grandfontaine il 24 maggio 1843 dal parroco del luogo, Pierre-Laurent Valzer;[5]
- le Minime del Sacro Cuore di Maria, con sede a Rodez, fondate a Cruéjouls il 10 gennaio 1844 da Julie Chauchard. Ricevettero il decreto di lode il 14 giugno 1876 e l'approvazione definitiva il 9 settembre 1882;[6]
- le Piccole Suore di Nostra Signora, le cui origini risalgono alle suore dell'Immacolata Concezione fondate attorno al 1840 dal parroco di Auberives-sur-Varèze. L'istituto fu canonicamente eretto in congregazione religiosa dal vescovo di Grenoble il 31 maggio 1952.[7]

## Attività e diffusione
Le suore si dedicano a varie forme di apostolato attivo.
Oltre che in Francia, sono presenti in Benin, nel Camerun, in Senegal e in Tunisia; la sede generalizia è a Valence.
Alla fine del 2011 la congregazione contava 335 religiose in 52 case.